# الک ایفل
الک ایفل (به انگلیسی: Alec Eiffel) ترانه‌ای از پیکسیز، گروه آلترنیتیو راک آمریکایی است. این ترانه سومین ترک از چهارمین آلبوم استودویی گروه تحت عنوان دنیا رو خر کن محسوب می‌شود. این ترانه توسط بلک فرانسیس نوشته و خوانده شده است و همانند دیگر ترانه‌های آلبوم، توسط گیل نورتون تهیه شده است. الک ایفل در فرانسه، بریتانیا و ایالات متحده به صورت تک‌آهنگ منتشر شد و سومین تک‌آهنگ آلبوم محسوب می‌شد.